# Distrito de Canis
El distrito de Canis es uno de los quince distritos de la Provincia de Bolognesi, ubicado en el Departamento de Áncash en el Perú.
Limita al norte con el distrito de San Miguel de Corpanqui y el distrito de Abelardo Pardo Lezameta, al este con el distrito de La Primavera y el distrito de Mangas, al sur y al oeste con la provincia de Ocros.
El distrito fue creado el 29 de enero de 1965 mediante Ley Nº 15408 y tiene una población estimada mayor a 200 habitantes. Su capital es el centro poblado de Canis. La inauguración del distrito se llevó a cabo el 17 de julio de 1965.

## Toponimia
Algunos aseguran que el nombre de Canis proviene de la voz “canecillas”. Estas vienen a ser las maderas que sirven para sostener las tejas, en el frontis de las casas. Se cuenta que los habitantes de este pueblo se caracterizaban por su especial atención a las “canecillas”, que las más de las veces, al colocarlas, aparecían debidamente adornadas con los nombres de los padrinos, dándole prestancia sobre todo a las casas recién construidas.
Por otro lado, se dice que Canis proviene de la voz “canicoq”, que significa belicoso, bravo, mordedor. Efectivamente, estas son las cualidades del canisino, pues tienen el espíritu emprendedor, son amigos de la superación, nunca se sienten satisfechos de lo que son. Hablando, difícilmente se dejan ganar.
El nombre más antiguo con que se conoció a este pueblo en 1715 fue Bendita Magdalena de Canis que pertenecía a la Doctrina de Ticllos, Partido de Cajatambo e Intendencia de Tarma.
El nombre se debió a la patrona, la Virgen Magdalena, cuya fiesta era movible; luego se fijó el 22 de julio. A partir de 1918, según acta suscrita en el folio 17 del libro de la comunidad, señalaron como fecha fija de celebración el 27 y 28 de julio. El último día de la fiesta se llevaba a cabo la corrida de toros con animales que eran llevados de las punas de "Chonta " y "Tunancancha".
En 1932 cambió el nombre por Santísima Trinidad de Canis, y la fiesta se celebraba en el mes de mayo con la participación de las danzas denominadas los Negritos, las Kiyayas y los Diablitos.

## Historia

### Aproximación de su origen
En las faldas en la que se ubica Canis, antiguamente estuvieron deshabitadas. Sus primeros habitantes fueron procedentes de las culturas pre incas, tanto waris  como  llacuaces, procedentes del sur del país, que se desarrollaron básicamente en las hoy regiones de Junín, Huánuco  y Ancash. En lo que respecta a Canis, siguiendo el curso de  la Pampa de Lampas se establecieron en diversos lugares de la cordillera Negra, ya sea como agricultores o pastores. Los waris, siguiendo las márgenes del río Coca (río Grande o Jatun Mayo), se desarrollaron primero en Hornojirca, luego en Ulastana y más tarde en Goto Punta.
Hornojirca, ubicada al sureste de Canis, en lo que hoy se denomina Putacaray, en la antigüedad era una meseta compacta donde se levantó una cultura incipiente. Con el transcurrir de los años, por efectos de la erosión, el terreno se hundió, enterrando y  destruyendo a sus habitantes.  Esto se comprueba por los restos arqueológicos que aún existen, y los  animales y plantas que fueron enterrados. Ya fosilizados, fueron arrastrados por los huaycos en 1997 hasta una planicie de  Marucmay, a orillas del río Coca. Los sobrevivientes de Putacaray, posiblemente  buscaron otros lugares más seguros en las alturas, así se ubicaron en las faldas de Ulastana (siempre al sureste de Canis). Su permanencia en este lugar lo testifican las ruinas que hasta ahora aún permanecen desafiando al tiempo. Debido a la sequía del  manantial que daba vida al pueblo y también por lo inapropiado del  terreno para la estrategia de sus luchas, sus habitantes se vieron obligados a buscar otros lugares, estableciéndose, esta vez, en Goto Punta (al Nor-Oeste de Canis), siendo este lugar el que muestra mayor grado de desarrollo por sus obras de arquitectura, reservorio, canales de regadío y andenerías para la agricultura.
En esta etapa  hay mayor grado de organización con respecto a los primeros, por  el  mismo hecho que hasta ahora es inexplicable la manera en cómo las aguas fueron conducidas a la cima de una  loma elevada que hoy sólo es realizable por obra  de la  ingeniería  y el avance científico. La  extinción de  Goto-Punta se debió al desarrollo de otras culturas mayores que la absorbieron.
También existen otros restos arqueológicos que atestiguan la presencia del poblador de esta zona. Así, en Huaricoto, semienterrado por el tiempo, se aprecia una puerta de ingreso y un túnel que conduce hacia el interior que aún no ha sido explorado.
Wamanwaca es otro resto arqueológico ubicado en la parte Sur-Occidental de Canis. Se encuentra semienterrado. Visto desde la parte occidental presenta cuatro muros en forma de arcos abiertos. Antes del ingreso a los muros se nota una plataforma de seguridad y en medio de ella hay una especie de canal con una pequeña puerta mirando al Oeste y alrededor se notan montículos de piedra como si fueran nichos  con características más  rudimentarias  comparado con los de Jatún Pacocha.
En el primer  muro, hacia el lado derecho  se nota una puerta pequeña que da ingreso  a un recinto también pequeño. Del primer muro al segundo dista unos diez metros. Al centro del muro sobresale  una pared de piedra y una puerta pequeña en la parte superior que da acceso a un espacio de forma rectangular, cuyo techo está totalmente cubierto de piedra.
Del segundo al tercer muro también dista diez metros aproximadamente. El muro está semidestruido, pero se supone que tenía  casi las mismas características del segundo.
Del tercero al cuarto muro dista aproximadamente unos treinta metros, en cuya área se notan diversos compartimientos de forma semicircular y rectangular.
Sobre el cuarto y último muro, se levanta un  terraplén rectangular, donde  está  ubicado  el adoratorio.
En un área  de  veinte por  treinta metros aproximadamente se observan diversos compartimientos, en cuya parte central  aparecen plantadas al piso en forma semicircular  unas  piedras rectangulares, en su interior y casi al centro se nota  una pequeña  construcción de  forma circular y al centro de éste hay una piedra rectangular o huanca como observando al cielo.
Detrás del adoratorio, hacia el Este, se aprecian las casas-habitación  y todo ello resguardado por una muralla semicircular.
Chanchus Punta, al Nor-Oeste de Wamanwaca, aún presenta vestigios de la cultura de aquellos años. En perspectiva se encuentra entre Huapchoj y Wamanwaca.
Nota aparte es hablar del  complejo arqueológico de Trincashantivo, Jatún Pacocha, Pashpa Pampa, Shinua Corral y Gocha Jirca, ubicados en las alturas de Pacocha, al oeste de Canis. A pesar  de la profanación y los saqueos, son tan interesantes para la  reconstrucción de nuestra historia.
Trincashantivo presenta una serie de  cuevas debajo de las peñas donde se  encuentran fósiles humanos en abundancia. La piedra grande de 12 m. de largo por 10 m. de ancho aproximadamente, que forma un ángulo de 30º, tiene bajo sombra hasta  tres compartimientos  de  escasa  altura, dos de ellos construidos de piedra y barro, sobre un pequeño  terraplén de barro sostenido por  un andén. Las construcciones son pequeñas con puertas independientes mirando al Este y con una ventana de comunicación entre sí; el tercer compartimiento  está más  separado  soportado  por  un pequeño andén. En cada uno de ellos, sobre la superficie, abundan restos óseos.
En estas cuevas, así como en Jatun Pacocha, muchas personas de credibilidad aseguran haber  visto a las momias completamente  atadas  con sogas, y otras, con el arpa entre las manos, como si se hubiesen muerto tocando. Estas, lamentablemente han sido destruidas, sobre todo por  desconocimiento de su valor  histórico, por  los profesores  y excursionistas de los pueblos de Raján, Cajamarquilla, Llaclla, Corpanqui y el mismo Canis.
A escasos metros de  la piedra grande de Trincashantivo, hacia el Oeste, antes de ingresar al complejo de Jatún Pacocha, al  borde de una pequeña meseta, como  dominando la gran quebrada, se nota  una  piedra piramidal de cuatro lados, mirando al Este, que podría  haber  sido  el dios que adoraban los primeros habitantes o quizás pudo haber sido un  Reloj Solar.
Jatún Pacocha es mucho más grande. Es una ciudadela con calles rudimentarias  dentro del conjunto habitacional. En la parte más alta, que está enterrada, aparenta haber sido un adoratorio. Alrededor de la ciudadela aún se notan los terrenos dedicados a la agricultura. Ingresando por la parte occidental, aún se encuentra intacta una construcción rectangular, con una puerta pequeña que da al Este, construida con  piedras cuidadosamente  labradas,  cubierta  en su integridad por quinchas y malezas.
Pashpa Pampa, parece haber sido un lugar  importante, ya que el conjunto arquitectónico, con las mismas características  está concentrado  en una pequeña área a pesar de que el terreno es amplio. Se encuentran intactas hasta tres construcciones con las mismas características. Tiene  dos metros y medio de ancho por seis  metros de largo aproximadamente y una altura de un metro y medio, cubiertos con piedras lajas, donde predomina la piedra laja de color  negra que tiene la propiedad de almacenar el calor solar.
En Shinua  Corral  y Gocha Jirca las construcciones son similares  a las de Jatun Pacocha.  También hay construcciones pequeñas, y con la puerta siempre dando al Este.
Si se  hace una apreciación general  de todas  estas culturas  se comprueba que  están ubicadas concordantemente  en una franja longitudinal partiendo de la  región Huánuco, pasando por  Ancash, hasta  el norte  de  Lima. En Huánuco: Ichu y Wisca Huamán (Pachitea), Patahuasi (Churubamba), Kotosh (Higueras), Auquinmarca (Tomayquichua),  Atash (Huácar),  Garu (Choras), Castillo y Saway (Chupán), Quenaq y Chiquia (Jesús), Estaca Machay y Jusclash (Chuquis), Piruru, Susupillo, Selmín, Japallán (Tantamayo),  Nunash (Pachas), Curcu y Yarpaq (Sillapata).
En la región Ancash, provincia de Bolognesi: Llacuash  y Shipán (Huallanca), Purunmarca y Naupamarca (Aquia), Huancar y Torrepata (Chiquián), Matua y Ricrash (Pacllón), Castillo, Shullush e Ichictambo (Ticllos), Uncul y Ashao (Corpanqui), Huapchoq (Llaclla, al norte de Carhuajara), Cashawilca y Cutapún (Mangas), Jatun Pacocha, y Wamanwaca (Canis). En la provincia de Ocros: Purish (Cajamarquilla), Rajan Viejo (Raján), Corpas (Llipa), Yanaque y Lucmapunta (Acas), Recrecpunta y Huancapampa (San Pedro de Copa), Pirush (Chilcas); hasta llegar a Paramonga, Pativilca y Barranca en el norte de Lima.
La ubicación de estas culturas pre-incas están perfectamente sincronizadas de  cerro en cerro o de cumbre en cumbre, dando la impresión que esta ubicación les facilitaba para la comunicación entre ellos.
La  tesis de Román Robles Mendoza, basada en los trabajos de Augusto Cardich y Hernan Amat Olazábal, en el sentido que estos pueblos habrían sido producto del poblamiento de los waris  y posteriormente los  Llacuaces o Yaros, es acertada. En las provincias de Ocros y Bolognesi, es decir, los pueblos de la zona sur, son marcadamente de influencia wari por sus andenerías, irrigaciones  y construcciones de un solo piso, de piedra y barro; mientras que los pobladores de las provincias de Huamalíes, Dos de Mayo, Lauricocha y Yarowilca (Huánuco), habrían sido de origen wari,pero con mucha más influencia de los Llacuaces o Yaros. Esta diferencia  se  nota  por  sus amplios campos para el pastoreo  y por las construcciones generalmente altas, pues muchos alcanzan hasta los seis pisos. Todos estos pueblos también recibieron la influencia Chavín e Inca.
Por  otro  lado, existe otra  versión sobre  el origen de  los primeros habitantes de Canis. Estos habrían sido  procedentes de Wamanwaca, luego de la división entre los ayllus de los Wamán y los  Aldave.  Levantaron sus viviendas en las faldas de Canis, en el lugar denominado Puquio, por  la presencia de un manantial que  hasta hoy  brinda sus aguas inacabablemente  durante todos los meses del año.
Aquí estarían los antecedentes más remotos de los primeros habitantes del pueblo  de Canis, cuyos primeros hombres  tuvieron mucho que ver con las culturas de Horno Jirca, Ulastana, Goto Punta, Waricoto, Chanchus  Punta y posteriormente con Wamanwaca, en la que definitivamente adquiere la categoría de pueblo.

## Vías de acceso
Se llega al distrito de Canis por diversas rutas:
- Desde Lima: se utiliza la vía Huaraz, y desde Conococha la variante de la carretera Ticllos-Corpanqui-Carhuajara-Canis.
- De Chiquián - Punta de Carhuaz - Cuspón - Llaclla - Canis.
- De la Provincia de Ocros por vía de herradura tomando la ruta de Cajamarquilla.
- La ruta más corta por el valle del río Pativilca  partiendo de: Barranca-Pativilca-Cahua-Rapay-Canis. Hace pocos años existía una carretera, pero tras torrenciales lluvias y el fenómeno El Niño esta vía ha sido destruida.
- Carretera de Rapay (Cañón), Puente Mury - Llipa - Rajân - Cajamarquilla - Canis.

## Autoridades

### Municipales
- 2015 - 2018[1]
  - Alcalde:Hugo Aldave Huaman, del Partido democrático Somos Perú.